# Landquart (region)
Landquart är en  region i den schweiziska kantonen Graubünden. Det omfattar Rhendalen mellan kantonshuvudstaden Chur i söder och gränsen mot kantonen Sankt Gallen och furstendömet Liechtenstein i norr.
Regionen består av två historiska landskap: Bündner Herrschaft, norr om floden Landquarts mynning i Rhen, och Vier Dörfer, söder därom. 

## Språk
Området är helt tyskspråkigt, och har varit så sedan det rätoromanska språket undanträngdes under 1300-1500-talen genom inflyttning, framförallt från lägre belägna delar av Rhendalen och området runt Bodensjön. 

## Religion
Andelarna av katoliker och reformerta är ungefär jämnstora i Vier Dörfer, medan de reformerta överväger i Bündner Herrschaft.

## Arbetsliv
I sin helhet är kommunerna i regionen att betrakta som förorter till Chur, med omfattande utpendling dit. Samtidigt förekommer en hel del inpendling till framför allt Lanquart, som industrialiserades redan under 1800-talet.

## Indelning

### Historik
1851 infördes en indelning av kantonen i distrikt, kretsar och kommuner. Kretsindelningen återspeglade i stor utsträckning den äldre indelningen i tingslag, till viss del motsvarade svenska härader:
- Distriktet Oberlandquart omfattade övre och mittre Prättigau (kretsarna Jenaz, Klosters, Küblis och Luzein) samt Davos (som utgjorde en krets).
- Distriktet Unterlandquart omfattade nedre Prättigau (kretsarna Schiers och Seewis) samt Rhendalen mellan Chur och kantonsgränsen (kretsarna Maienfeld och Fünf Dörfer).

År 2000 gjordes en gränsändring, varvid kretsarna Schiers och Seewis överfördes från Unterlandquart (som samtidigt bytte namn till Landquart) till Oberlandquart (som bytte namn till Prättigau-Davos).
2016 genomförde kantonen en indelningsreform, varvid distrikten avskaffades och ersattes av regioner. Kretsarna förlorade samtidigt sin politiska funktion och kvarstår endast som valkretsar. Distriktet Landquart ersattes då av regionen med samma namn och geografiska utsträckning, med undantag för kommunen Haldenstein som istället överfördes till den nya regionen Plessur.

### Kommuner
Regionen Landquart är indelad i åtta kommuner:
| Vapen     | Namn      | Invånare 2023-12-31 | Yta i km² |
| --------- | --------- | ------------------- | --------- |
| Fläsch    | Fläsch    | 868                 | 19,94     |
| Jenins    | Jenins    | 948                 | 10,54     |
| Landquart | Landquart | 9 191               | 18,86     |
| Maienfeld | Maienfeld | 3 193               | 32,33     |
| Malans    | Malans    | 2 527               | 11,40     |
| Trimmis   | Trimmis   | 3 363               | 42,87     |
| Untervaz  | Untervaz  | 2 675               | 27,72     |
| Zizers    | Zizers    | 3 589               | 11,01     |